# Derambila jacksoni
Derambila jacksoni är en fjärilsart som beskrevs av Louis Beethoven Prout 1915. Derambila jacksoni ingår i släktet Derambila och familjen mätare. Inga underarter finns listade i Catalogue of Life.